# Sancho Fernández de Tovar
Sancho Fernández de Tovar, señor de Caracena y Cevico de la Torre desde el 8 de junio de 1368, cuando Enrique II de Castilla se las concedió por un albalá fechado en el real sobre Toledo, y guarda mayor del rey trastámara entre 1375 y 1379, de Juan I entre ese último año y 1390, y de Enrique III entre 1390 y 1394.
Era hijo de Fernando Sánchez de Tovar, adelantado mayor de Castilla, e Isabel de Padilla.  Participó en la batalla de Nájera el 3 de abril de 1367, cuando se enfrentaron Pedro I y Enrique de Trastámara, futuro Enrique II. Contrajo matrimonio con Teresa de Toledo y tuvo a:
- Constanza de Tovar, esposa de Ruy López Dávalos, condestable de Castilla.
- Juan de Tovar, señor de Cervico y guardamayor del rey.
- Ruy Sánchez de Tovar, gentilhombre de Enrique III.